# Issaka Samaké
Issaka Samaké (ur. 20 października 1994 w Bamako) – piłkarz malijski grający na pozycji środkowego obrońcy. Od 2021 jest zawodnikiem klubu Horoya AC.

## Kariera klubowa
Swoją karierę piłkarską Samaké rozpoczął w klubie Stade Malien. W sezonie 2012/2013 zadebiutował w jego barwach w pierwszej lidze malijskiej. Wraz z nim wywalczył sześć tytułów mistrza Mali w sezonach 2012/2013, 2013/2014, 2014/2015, 2016, 2019/2020 i 2021. Zdobył też cztery Puchary Mali w sezonach 2012/2013, 2014/2015, 2018 i 2021. W lipcu 2021 przeszedł do gwinejskiego klubu Horoya AC.

## Kariera reprezentacyjna
W reprezentacji Mali Samaké zadebiutował 6 lipca 2013 w wygranym 3:1 meczu Mistrzostw Narodów Afryki 2014 z Gwineą, rozegranym w Bamako. W 2022 został powołany do kadry na Puchar Narodów Afryki 2021, jednak nie rozegrał na nim żadnego meczu.